# Czego nie widać
Czego nie widać – amerykańska komedia z 1992 roku na podstawie sztuki Michaela Frayna.

## Obsada
- Michael Caine – Lloyd Fellowes
- Denholm Elliott – Selsdon Mowbray
- Carol Burnett – Dotty Otley
- Julie Hagerty – Poppy Taylor
- Marilu Henner – Belinda Blair/Flavia Brent
- Mark Linn-Baker – Tim Allgood
- Christopher Reeve – Frederick Dallas/Philip Brent
- John Ritter – Garry Lejeune/Roger Tramplemain
- Nicollette Sheridan – Brooke Ashton/Vicki
- Zoe R. Cassavetes – Miami Stagehand